# Нове Шахове
Нове Шахове (раніше — Христианівка, Шахове, Рози Люксембург) — село Шахівської сільської громаді Покровського району Донецької області, в Україні.

## Назва
Первісно називалося Христианівка. Було перейменоване на честь Рози Люксембург  (Роза Люксембурґ, нім. Rosa Luxemburg; 05 березня 1871 — 15 січня 1919) — німецька діячка робітничого руху, одна із засновниць компартії Німеччини.
Відповідно до Закону України «Про засудження комуністичного і націонал-соціалістичного (нацистського) тоталітарних режимів в Україні і заборона пропаганди їх символіки» село було перейменовано на сучасну назву.

## Історія

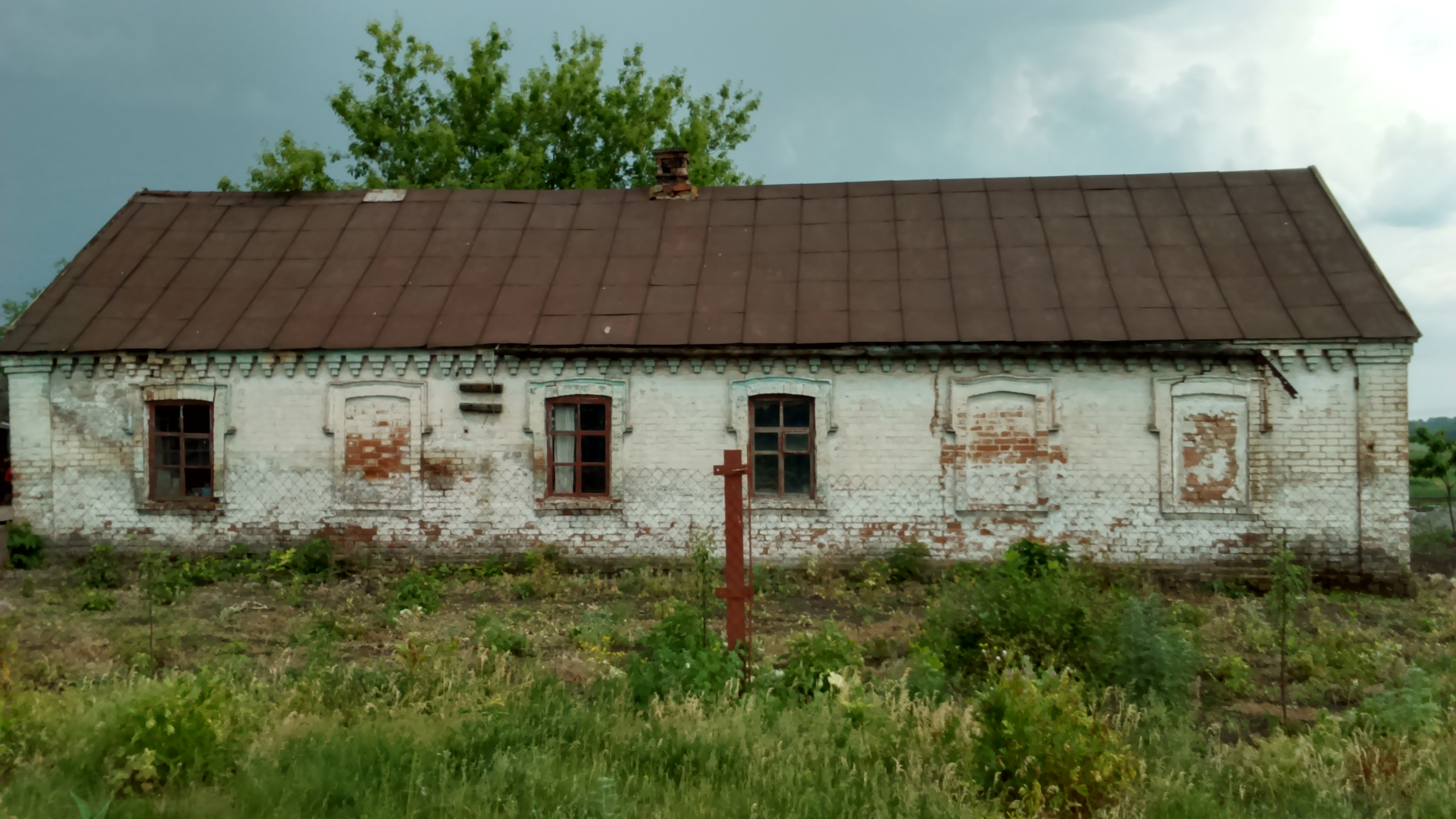
Будинок німецьких колоністів

Христіанівка (Luxemburg, Шахове) — село німецьких лютеран у Олексіївської волості, було засноване в 1891 році. Громада володіла 2100 десятинами землі. Прихід Людвігсталь-Шидлово. У 1905 році тут проживали 226 осіб.
7 (20) листопада 1917 року, відповідно до Третього Універсалу Української Центральної Ради, увійшло до складу Української Народної Республіки.  
У 1931 році поселення стало центром сільради.
У 30 роках ХХ сторіччя частину німців депортували в Казахстан, а в порожні будинки заселилися вихідці з Смоленської губернії Росії та центральних регіонів України.

### Незалежна Україна.
27 липня 2015 року село увійшло до складу новоствореної Шахівської сільської громади. Перейменоване з Люксембург на Нове Шахове згідно з Постановою ВРУ від 19.05.2016 № 1377-VIII.

## Населення.
- 226 (1905)
- 223 (1918)
- 323/198 нім. (1926),
- 220 (1941)[2]

## Жертви сталінських репресій
Репресовані німці колонії Люксембург
- Гау Христіан Христіанович, 1890 року народження, село Русин Яр Постишевського району Донецької області, німець, неграмотний, безпартійний. Проживав в колонії Люксембург Добропільського району Донецької області. Ветсанітар сільгоспартілі імені Рози Люксембург. Заарештований 18 грудня 1937 року. Засуджений рішенням НКВС та Прокурора СРСР до розстрілу. Даних про приведення вироку до виконання немає. Реабілітований у 1963 році.
- Классен Франц Якович, 1898 року народження, село Широке Запорізької області, німець, освіта початкова, безпартійний. Прожива в колонії Рози Люксембург Добропільського району Сталінської (Донецької) області. Моторист колгоспу імені Рози Люксембург. Заарештований 03 вересня 1941 року. Засуджений  Особливою нарадою при НКВС СРСР на 5 років ВТТ. Реабілітований у 1995 році.
- Клейн Федір Генріхович, 1904 року народження, селище Сибір Оренбурзької області, німець, освіта початкова, безпартійний. Проживав: колгоспі імені Рози Люксембург Добропільського району Донецької області. Завмаг. Заарештований 18 грудня 1937 року. Засуджений комісією НКВС та Прокурора СРСР до розстрілу. Даних про виконання вироку немає. Реабілітований у 1989 році.

## Галерея

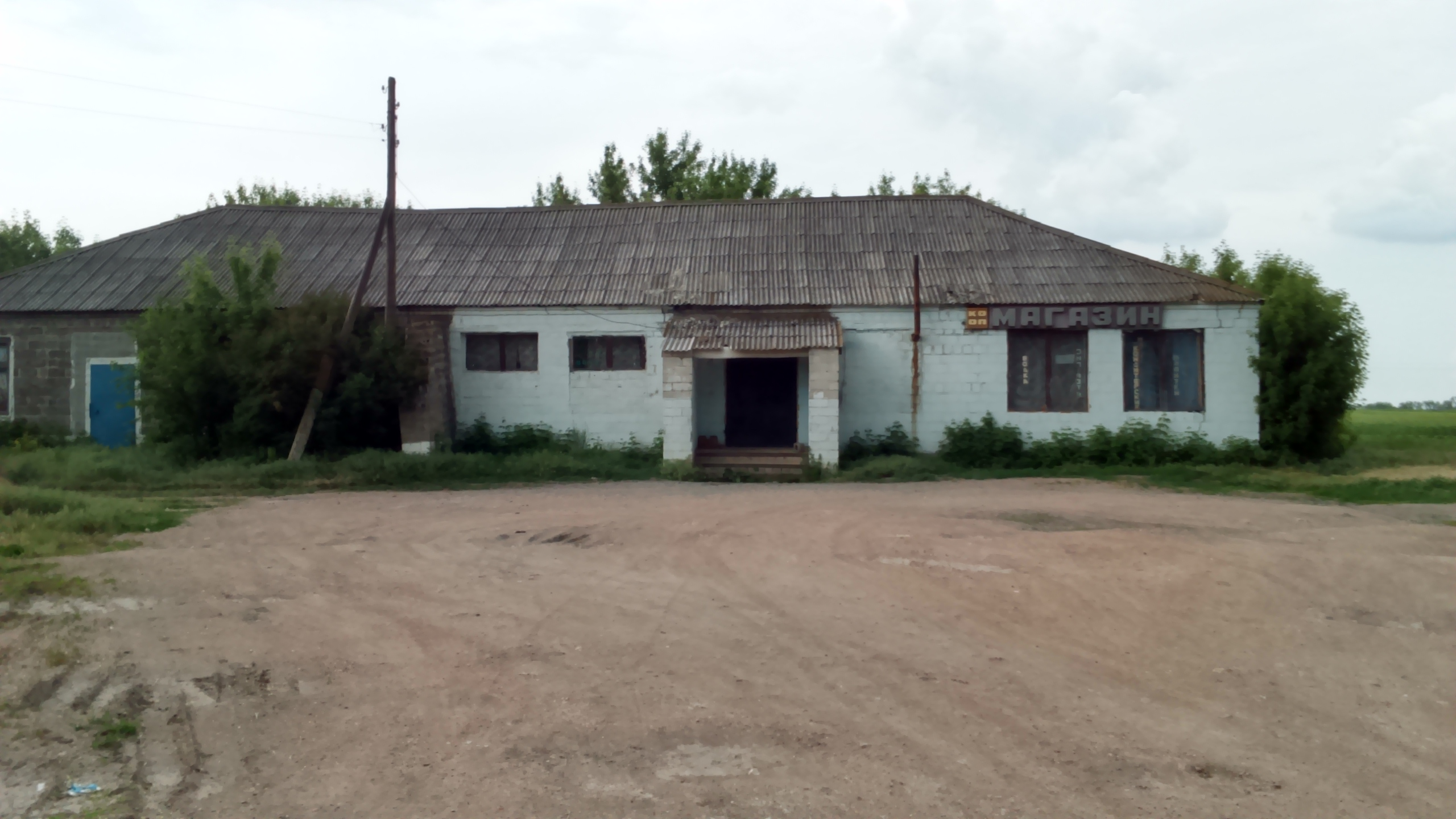
Сільський магазин
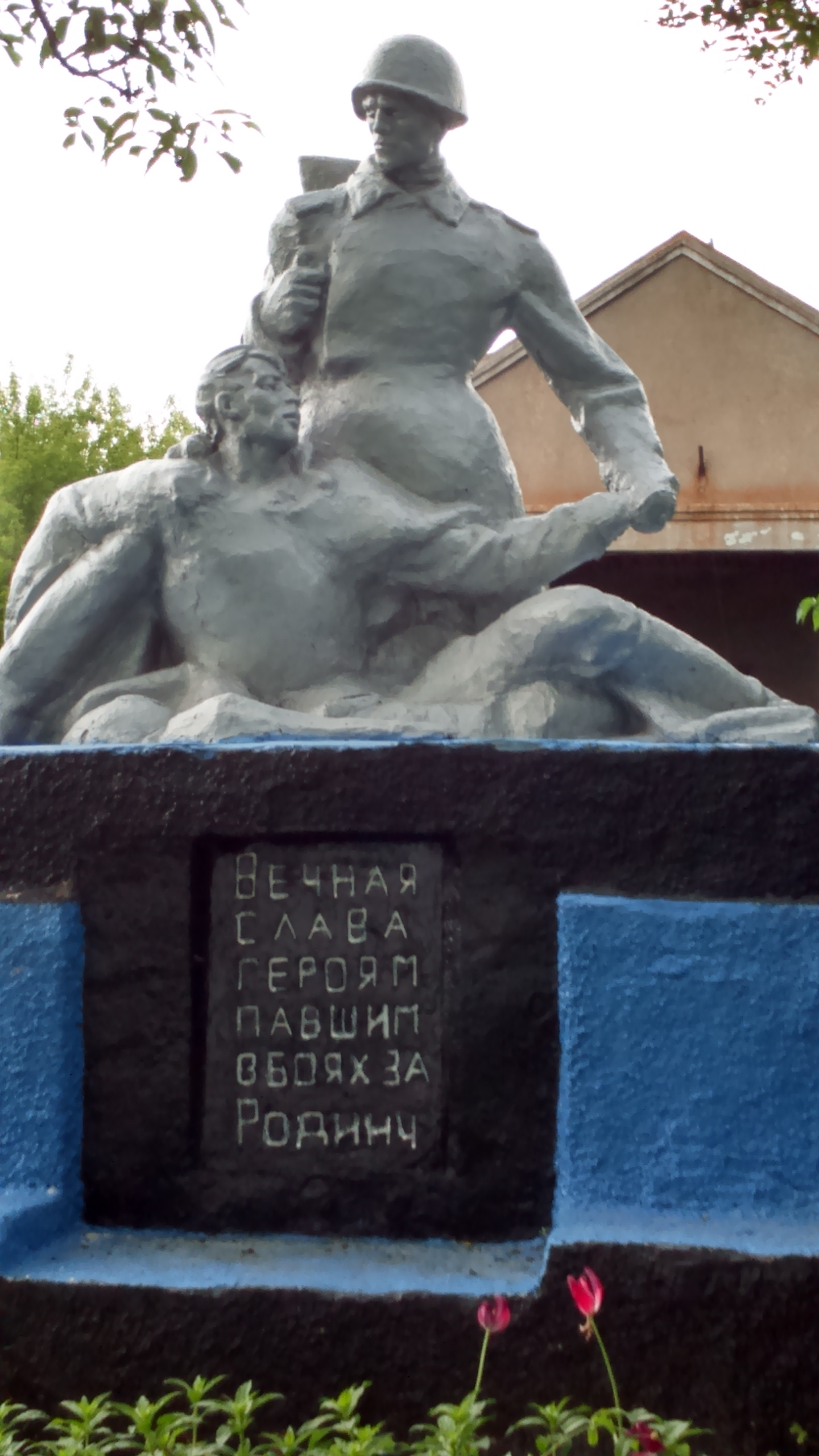
Пам'ятник солдатам ДСВ
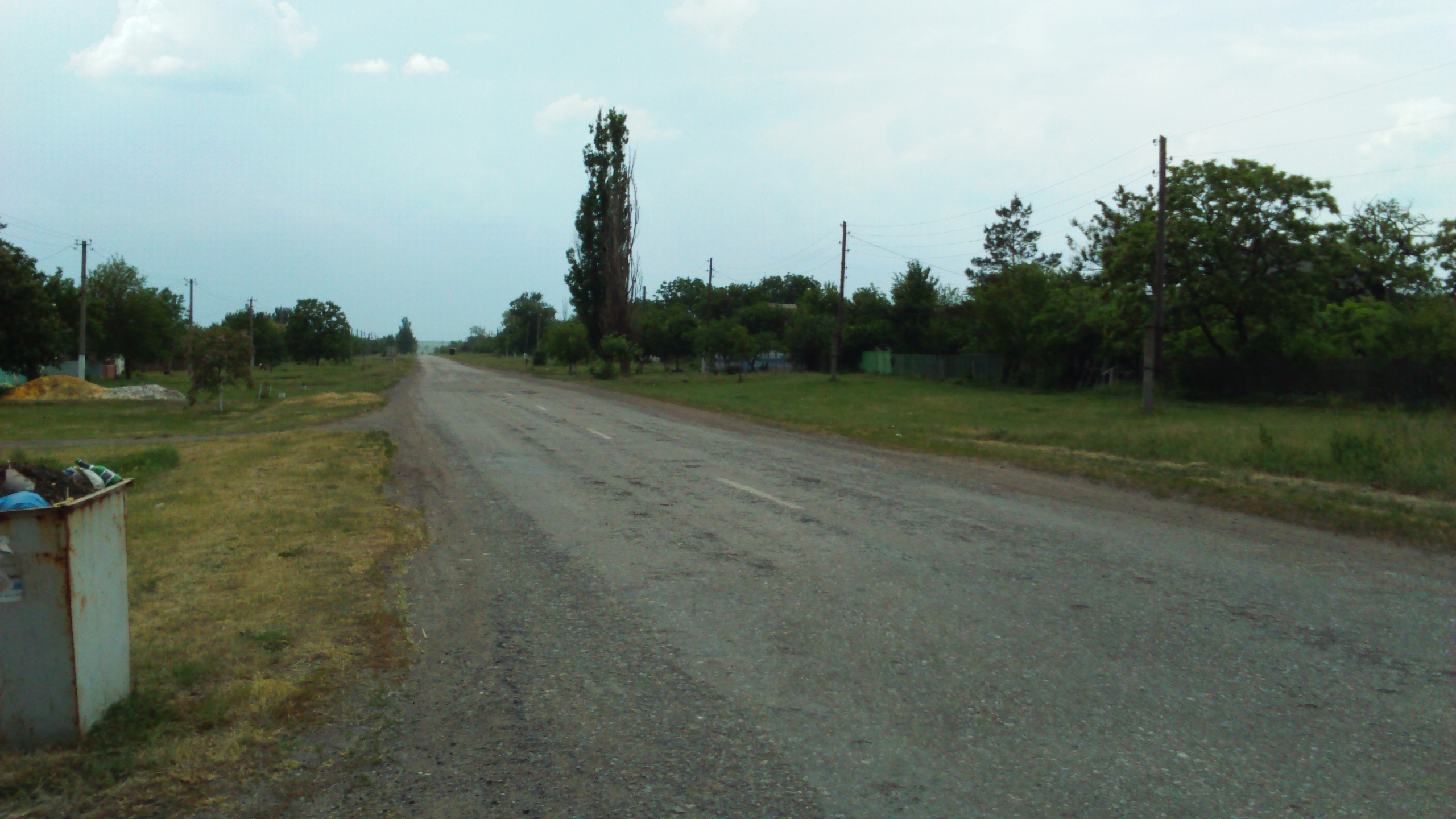
Центральна вулиця села